# Serbannes
Serbannes település Franciaországban, Allier megyében. Lakosainak száma 826 fő (2022. január 1.). Serbannes Bellerive-sur-Allier, Biozat, Brugheas, Cognat-Lyonne és Espinasse-Vozelle községekkel határos.

## Népesség
A település népessége az elmúlt években az alábbi módon változott:
| Lakosok száma | 527  | 650  | 757  | 711  | 788  | 816  | 820  | 805  | 805  | 826  |
|               | 1968 | 1982 | 1990 | 2006 | 2013 | 2015 | 2017 | 2019 | 2020 | 2022 |